# ボーイングY1
ボーイングY1はアメリカ合衆国の航空機メーカーボーイングが737の後継として計画している、100〜200人乗り旅客機の計画名称で、737RS（Replacement Study）とも呼ばれる。
この開発計画はイエローストーン・プロジェクトのひとつであり、787として実現したY2に続くものである。
エアバスでも同クラスのA320シリーズ後継機としてエアバスNSR計画を進めている。

## 概要
ボーイング737は1968年の就航以来、モデルチェンジと改良を繰り返しながら総生産機数約7,900機に達する大ヒットとなり、2013年現在もなお、生産と販売が続けられている。737は総生産機数約5,600機である同クラスのライバル機エアバスA320シリーズとともに、このクラスのナローボディ旅客機が今後も数の上では航空会社にとって必要不可欠なワークホースであり続けるだろうことは想像に難くない。
737-600/-700/-800/-900までのいわゆる737NGシリーズが1997年の登場から20年を超え、2019年で737NGシリーズ（旅客機型）の生産を終了したことで、これらの737NGシリーズ・717・757-200の後継となり、最大のライバルであるエアバスA320シリーズおよび後継のエアバスNSRと競争する新型旅客機を目指したプロジェクトがボーイングY1である。
おそらく787の開発で得られた新しい技術、例えば
- 複合材料製のより軽量で丈夫な胴体や主翼
- より大きなバイパス比で燃費や静粛性が向上した新世代のターボファンエンジン
- 進化したコックピット
- より快適な客室技術

などが盛り込まれた新設計の旅客機を目指していると思われるが、737 MAXの一連のトラブルの影響や、新世代のエンジンを開発するメーカーの都合もあり、開発はいまだ本格化していない。ボーイングは2008年5月に、Y1の環境負荷低減の技術が未熟であるため、当分の間は基礎技術研究に注力し、737 MAXシリーズの生産を継続する方針を発表している。

### エンジン
CFMインターナショナルではCFM56の後継となるLEAPを開発中である。
インターナショナル・エアロ・エンジンズ(IAE)では新型エンジンの開発の動きは見られないが、構成会社であるロールス・ロイス・ホールディングス(RR)、プラット・アンド・ホイットニー(P&W)では新型のエンジンを独自に開発中である。P&WではギヤードターボファンエンジンをY1とNSRに売り込み中で、RRでは3軸式のターボファンを売込み中である。 どちらの製造社も単独で開発を進めるかIAEとして合弁で事業を進めるか状況によって決断すると発表した。